# Lieshout
Lieshout est un village situé dans la commune néerlandaise de Laarbeek, dans la province du Brabant-Septentrional. Le 1er janvier 2011, le village comptait 4 340 habitants. Lieshout est connu pour la brasserie Bavaria.

## Histoire
Des inspections archéologiques sur le territoire de Lieshout conduisent à la conclusion que la région a été habitée à partir de 1100 av. J.-C. Le village actuel a été établi dans le VIIIe siècle comme une alleu franc. À la fin du XIIe siècle, le Seigneur de Lieshout a fait don de l'alleu à l'abbaye de Floreffe. En 1698, l'abbaye a transféré la seigneurie de Lieshout sur l'abbaye de Postel. Cette abbaye a aliéné dans les sept mois que la plupart de ses propriétés dans Lieshout aux paysans.
Le terrain et les bâtiments restant et les droits et les privilèges seigneuriaux ont été vendus en 1714 à une famille noble de Hollande. Cette famille a vendu les droits et les privilèges en 1842 à un fabricant de textile de Helmond. Avec la révision de la Constitution du royaume des Pays-Bas de 1848, le système féodal a été aboli aux Pays-Bas, où Lieshout a perdu son statut seigneurial. En 1851, la « municipalité de Lieshout » a été créée.
L'amélioration de l'accessibilité de Lieshout à la fin du XIXe siècle a conduit à la montée et l'épanouissement des activités industrielles, notamment la brasserie Bavaria. En 1997, l'indépendance de Lieshout a pris fin lorsque le village est devenu une partie de la nouvelle municipalité de Laarbeek.

## Lieux et monuments
- La porte de Binderen (ou Ribbiuspoort). C'est l'ancien portail d'entrée de l'Abbaye de Binderen de 1474 à Helmond. La porte a été transférée à Lieshout vers 1800. Au départ, elle a donné accès à un site entouré de douves où se trouvait autrefois le manoir Ribbius. De nos jours elle donne accès à l'enclos de l'église de Saint-Servais de 1962.
- Maison de seigneur, également appelé Pavillon de chasse, au Havenweg 10. C'est le plus vieux bâtiment de Lieshout. La maison a été construite entre 1719 et 1725 par Jan Bout, à l'époque Seigneur de Lieshout. Au début, la bâtisse était entourée par un fossé.
- Plusieurs fermes, y compris les monuments officiels « De Plashoeve » à Provincialeweg 10 et la ferme à Dorpsstraat 76.
- Moulin à vent « De Vogelenzang » à Molendreef. Ce moulin a été construit en 1819 pour remplacer un moulin de la fin du XVIIIe siècle, qui a été renversé par le vent en 1817.
- Moulin à vent de 1899 « De Leest » à Molenstraat. En face du moulin se trouve le monument nationale « De Mulder » (Le Meunier), une statue en bronze de 1989.

## Galerie

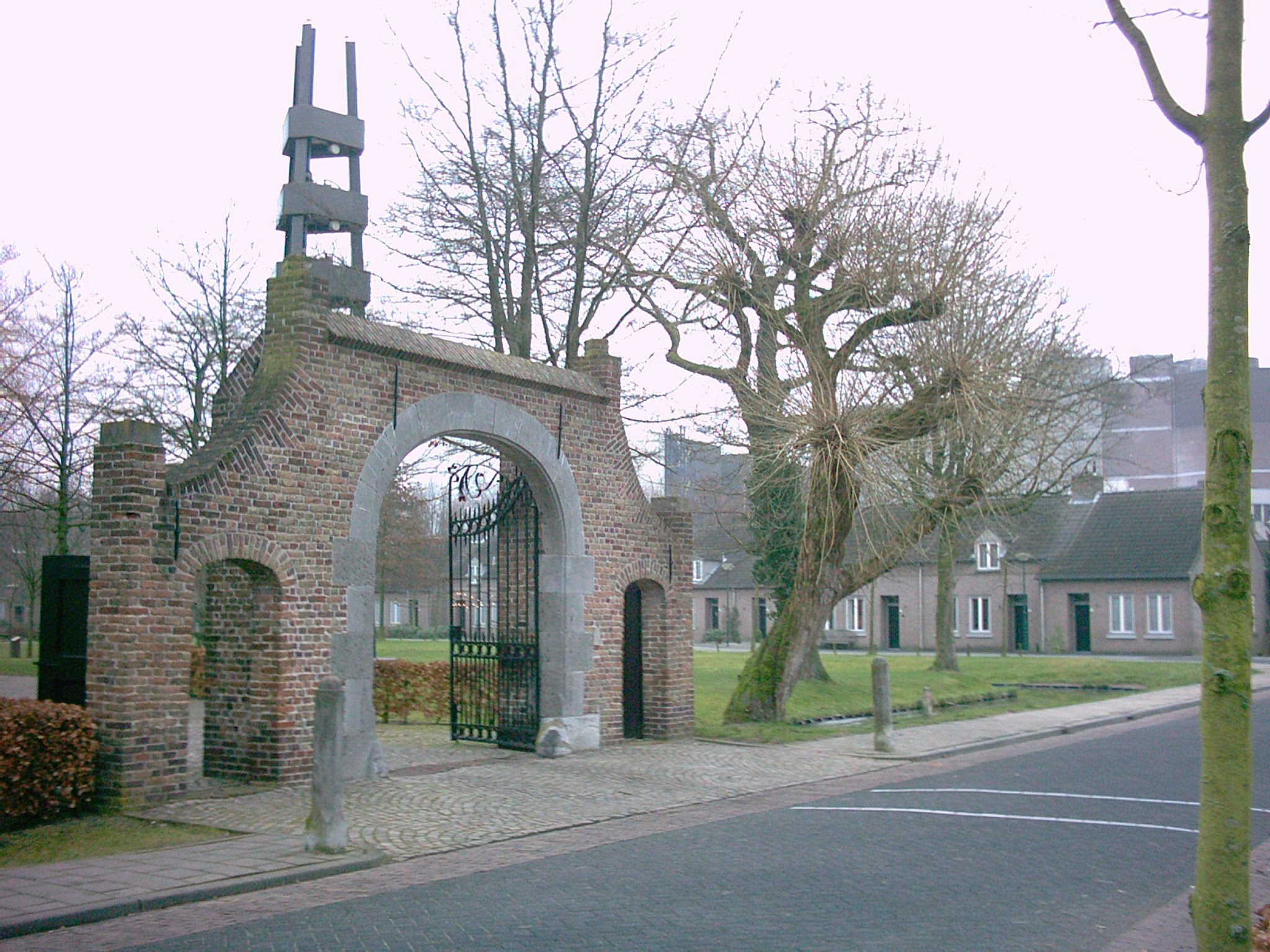
La Porte de Binderen de 1474 (1800)
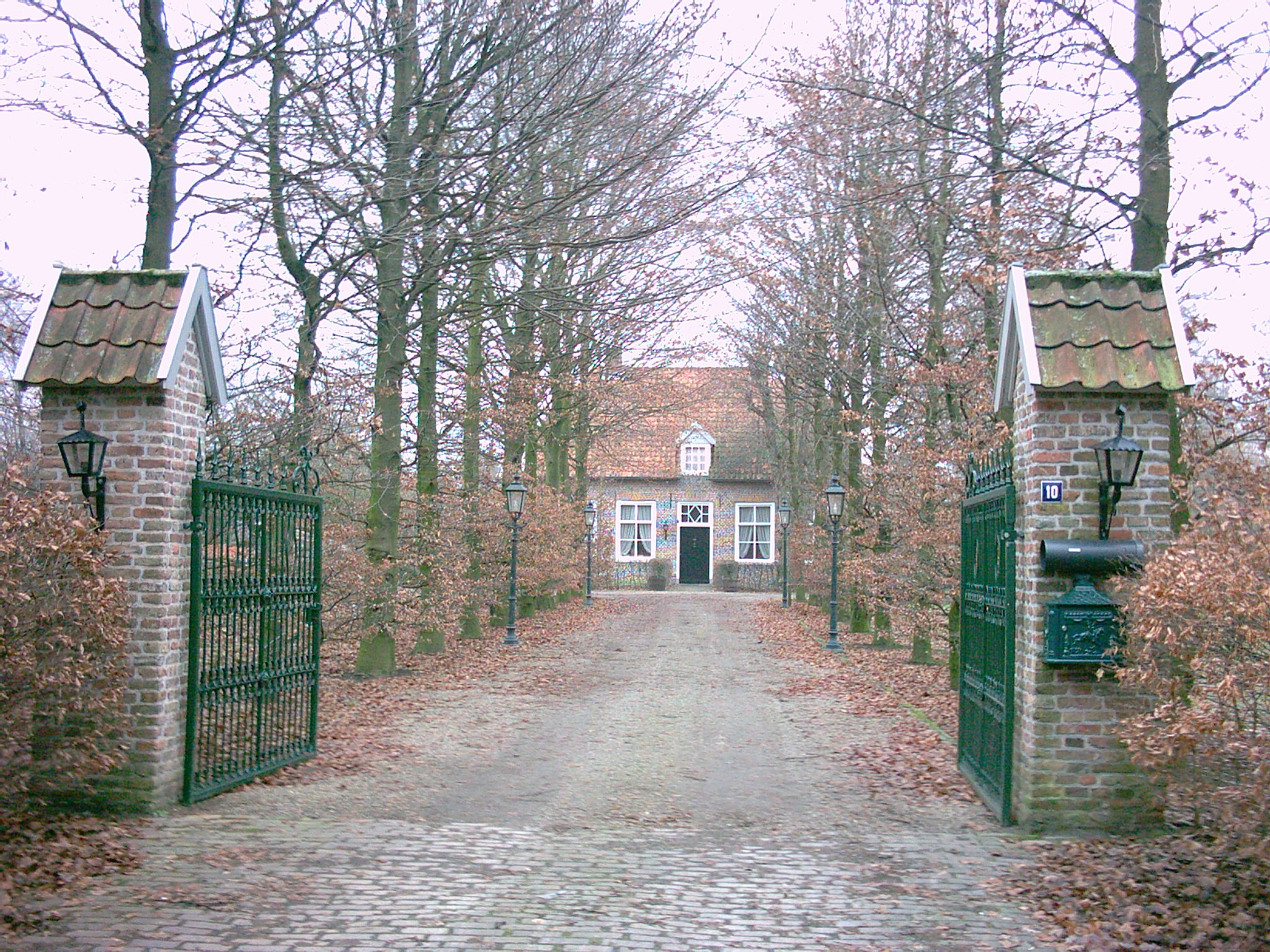
Maison de seigneur de 1725
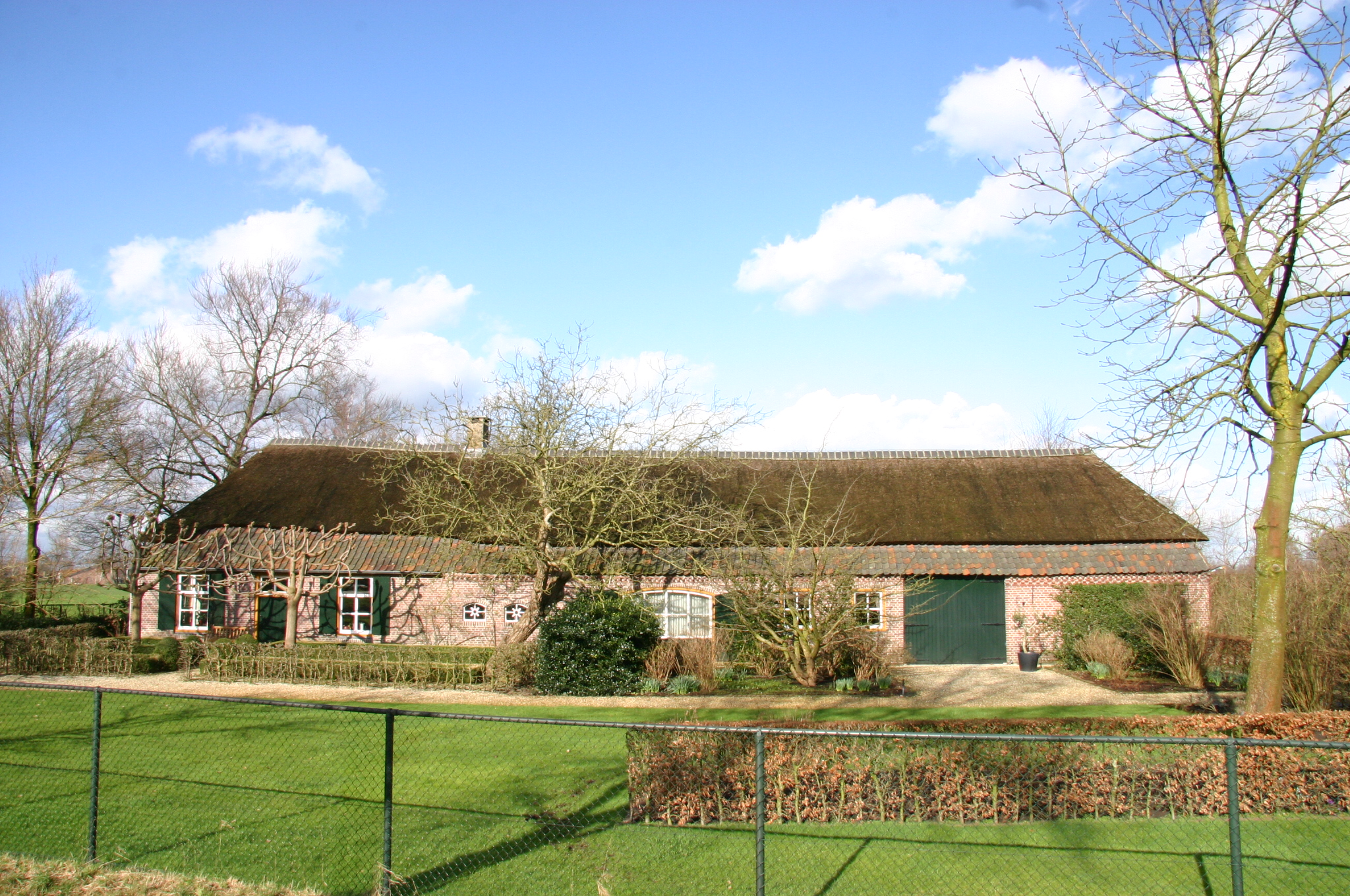
Ferme « De Plashoeve » de 1750
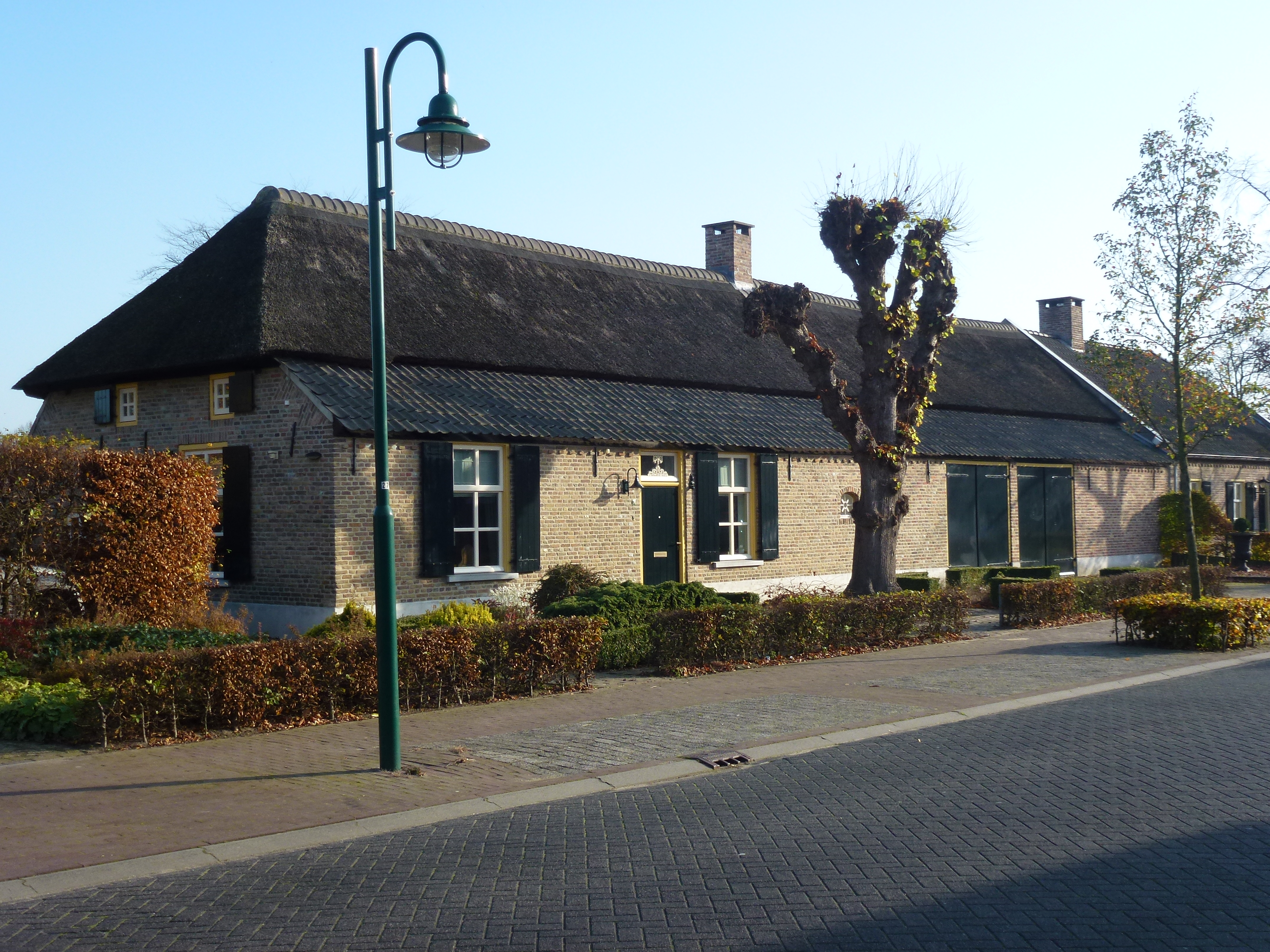
Ferme à Dorpsstraat 76, XVIIIe siècle
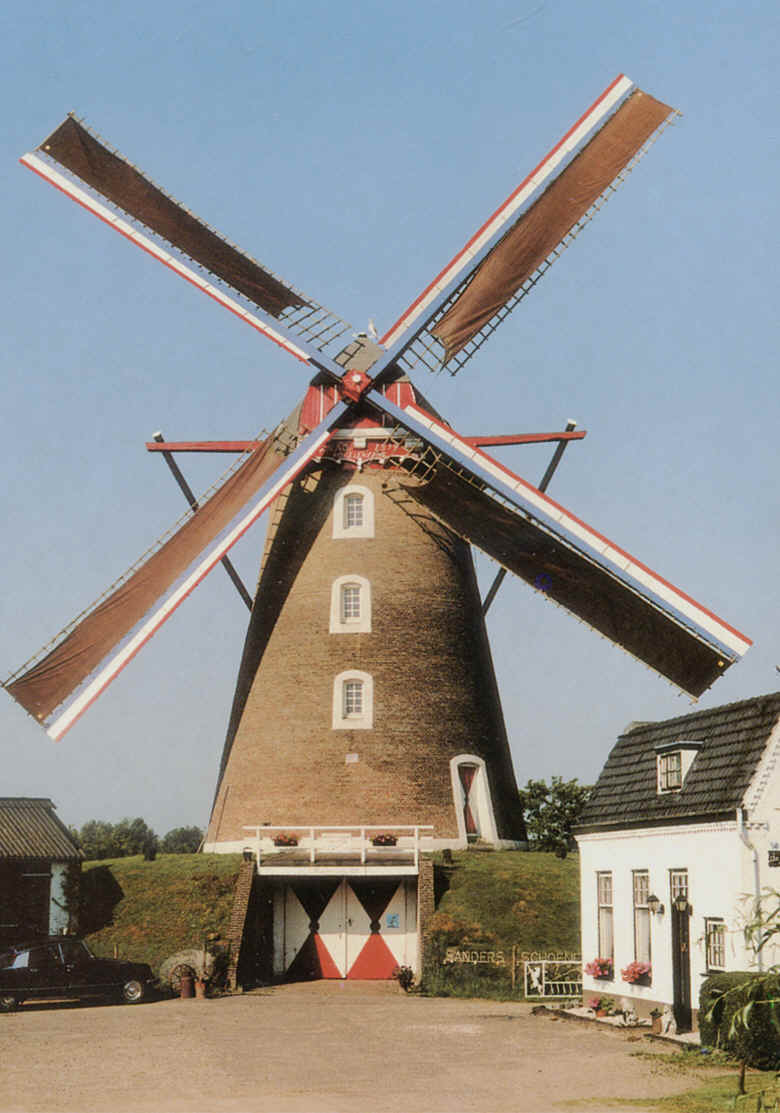
Moulin à vent « De Vogelenzang » de 1819
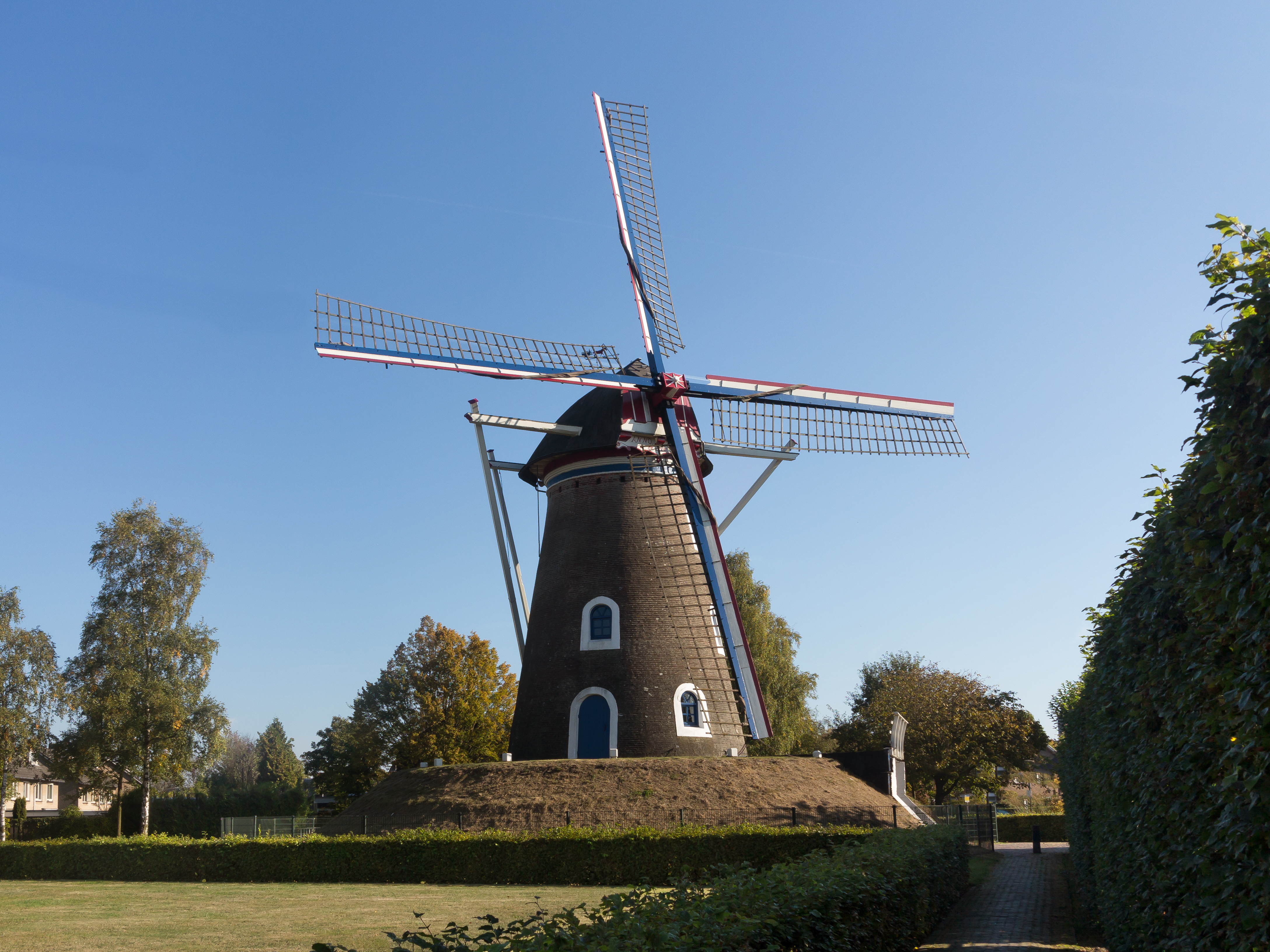
Moulin à vent « De Leest » de 1899

## Personnalités liées au village
- Piet Damen, né le 20 juillet 1934 à Lieshout, un coureur cycliste néerlandais
- Guus Meeuwis, né le 23 mars 1972 à Mariahout et grandi à Lieshout, un chanteur néerlandais